# Wieland Satter
Wieland Satter (* 1968 in Frankfurt am Main) ist ein deutscher Opern- und Konzertsänger (Bassbariton).

## Leben
Wieland Satter studierte zunächst Querflöte und Chorleitung an der Musikhochschule Frankfurt und im Anschluss an der Musikhochschule Weimar.
Er debütierte 1998 am Landestheater Linz als Blazes in Der Leuchtturm von Peter Maxwell Davies. Über Engagements am Landestheater Niederbayern und dem Theater Hof führte sein künstlerischer Weg 2005 zunächst an die Oper des Staatstheaters Nürnberg. Hier waren, neben dem Kaspar in Webers Freischütz, Dulcamara in Liebestrank und Doktor Bartolo in Der Barbier von Sevilla herausragende Erfolge.
Weitere Rollen an verschiedenen Häuser waren u. a. Philipp in Don Carlo, Mephisto in Faust, Zacharia in Nabucco, Boris in Boris Godunow und schließlich der Orest in Elektra. Engagements führten ihn national nach Aachen, Bielefeld, Kassel, Kaiserslautern, Köln, Münster, Regensburg, Stuttgart und international nach Bozen, Ferrara, Graz, Innsbruck, Klagenfurt, Lyon, Modena, Moskau, Peking, Piacenza und zu den Bregenzer Festspielen.
Neben dem russischen Fach, - so sang er neben dem Boris den Ruslan in Ruslan und Ljudmila und den Mazeppa in Mazeppa, - bildet inzwischen Richard Wagner einen Schwerpunkt. Glanzpunkt seiner bisherigen Karriere war die Titelrolle in Der fliegende Holländer am Bolschoi-Theater in Moskau, Inszenierung Peter Konwitschny. Dem darauffolgenden Amfortas in der Parsifal-Aufführung in Innsbruck bescheinigte die Tiroler Tageszeitung „baritonale Pracht“. Darüber hinaus wird Wieland Satter auch wegen seiner schauspielerischen Fähigkeiten geschätzt. Er ist Gastprofessor am Konservatorium der türkischen Stadt Izmir und widmet sich, neben einer breiten Konzerttätigkeit, auch dem Liedgesang.

## Partien (Auswahl)
- Don Pizzaro in Fidelio von L. van Beethoven
- Escamillo in Carmen von G. Bizet
- Geronimo in Die heimliche Ehe von D. Cimarosa
- Blazes in Der Leuchtturm von P. Maxwell Davies
- Don Pasquale in Don Pasquale von G. Donizetti
- Dulcamara in Der Liebestrank von G. Donizetti
- Plumkett in Martha von F. Flotow
- Ruslan in Ruslan und Ljudmila von M. Glinka
- Mephisto in Faust von G. Gounod
- Haraschta in Das schlaue Füchslein von L. Janáček
- Diktator in Der Diktator von E. Krenek
- Boris in Boris Godunow von M. Mussorgski
- Figaro in Die Hochzeit des Figaro von W. A. Mozart
- Leporello und Don Giovanni in Don Giovanni von W. A. Mozart
- Vier Bösewichte in Hoffmanns Erzählungen von J. Offenbach
- Doktor Bartolo in Der Barbier von Sevilla von G. Rossini
- Mustafa in Die Italienerin in Algier von G. Rossini
- Gesler in Wilhelm Tell von G. Rossini
- Boris in Lady Macbeth von Mzensk von D. Schostakowitsch
- Mumlal in Zwei Witwen von B. Smetana
- Orest in Elektra von R. Strauss
- Mazeppa in Mazeppa von P. I. Tschaikowsky
- Tod in Der Kaiser von Atlantis von V. Ullmann
- Philipp in Don Carlo von G. Verdi
- Zacharia in Nabucco von G. Verdi
- Amfortas und Klingsor in Parsifal von R. Wagner
- Holländer in Der fliegende Holländer von R. Wagner
- Kaspar in Der Freischütz von C. M. von Weber